# Skalabrynianie
Misjonarze Świętego Karola Boromeusza (skalabrynianie lub wcześniej karliści) – męski zakon rzymskokatolicki założony przez bł. Jana Chrzciciela Scalabriniego w 1887 roku. Za zadanie obrał sobie umacnianie wiary i służbę wśród włoskich imigrantów w Nowym Świecie. Dzisiaj wraz z żeńskim zakonem skalabrynianek (założonym przez męskie Zgromadzenie 25 października 1895 roku) oraz założonym 25 lipca 1961 roku Świeckim Instytutem Kobiet Misjonarek Św. Karola Boromeusza posługuje migrantom, uchodźcom i osobom wysiedlonym.

## Historia
Do założenia nowego zgromadzenia zainspirowały Jana Chrzciciela Scalabriniego, ówczesnego biskupa Piacenzy, nastroje społeczne we Włoszech na początku XX wieku. Był to okres, gdy Włosi masowo emigrowali do Ameryki Północnej i Południowej.
Jan Chrzciciel Scalabrini, zachęcony przez kardynała Giovanniego Simeoni (który był jednocześnie prefektem watykańskiej Kongregacji ds. Ewangelizacji Narodów), założył Instytucję Apostolską Krzysztofa Kolumba, wokół której powstała wspólnota księży dająca początek nowemu zakonowi. Zgromadzenie zostało zatwierdzone początkowo przez papieża Leona XIII w dokumencie wydanym 25 października 1887 roku. Konstytucję zatwierdzono ostatecznie dekretem Kongregacji ds. Ewangelizacji Narodów 3 października 1908 roku.
Już rok po dekrecie papieża Leona XIII, 12 lipca 1888 roku, pięciu księży oraz dwóch wiernych świeckich wyruszyło do Nowego Jorku, natomiast dwóch księży i jeden świecki członek zgromadzenia przenieśli się do Brazylii. Każdy z pierwszych misjonarzy otrzymał od papieża list polecający skierowany do amerykańskich biskupów. Z okazji rozpoczęcia nowej misyjnej działalności włoski historyk Cesare Cantù złożył biskupowi Piacenzy gratulacje, zapewniając o swojej modlitwie z podziwu dla odwagi i pełnych pokory wyrzeczeń zakonników. Natychmiast po przybyciu do Nowego Jorku misjonarze rozpoczęli pracę przy Centre Street na Manhattanie. Niedługo po tym otworzono tam kaplicę. Następnie zgromadzenie otworzyło Kościół Zmartwychwstania na Mulberry Street, natomiast należący wcześniej do protestantów budynek przy Roosevelt Street przekształcono w kościół św. Joachima, pierwszą włoską parafię w Archidiecezji Nowojorskiej. Na Ellis Island utworzono wspólnotę św. Rafała.

## Skalabrynianie na świecie
Skalabrynianie posługują w 32 krajach na 5 kontynentach: 
- Argentyna
- Boliwia
- Chile
- Francja
- Gwatemala
- Wielka Brytania
- Meksyk
- Peru
- Hiszpania
- Szwajcaria
- Wenezuela
- Australia
- Brazylia
- Kolumbia
- Niemcy
- Haiti
- Włochy
- Mozambik
- Portugalia
- Stany Zjednoczone Ameryki
- Tajwan[4]
- Wietnam
- Belgia
- Kanada
- Filipiny
- Japonia
- Indonezja
- Luksemburg
- Paragwaj
- Dominikana
- Południowa Afryka
- Urugwaj